# Snowboard aux Jeux olympiques de 2002
Navigation
Nagano 1998 Turin 2006
Les épreuves de snowboard aux Jeux olympiques d'hiver de 2002 ont lieu du 10 au 15 février 2002 au Park City Mountain Resort, dans l'Utah, aux États-Unis. Il s'agit de la 2e apparition du snowboard aux Jeux olympiques.

## Résultats
| Épreuves                      | Or                   | Argent                    | Bronze                  |
| ----------------------------- | -------------------- | ------------------------- | ----------------------- |
| Half-pipe Hommes              | Ross Powers (USA)    | Danny Kass (USA)          | Jarret Thomas (USA)     |
| Half-pipe Femmes              | Kelly Clark (USA)    | Doriane Vidal (FRA)       | Fabienne Reuteler (SUI) |
| Slalom géant parallèle Hommes | Philipp Schoch (SUI) | Richard Richardsson (SWE) | Chris Klug (USA)        |
| Slalom géant parallèle Femmes | Isabelle Blanc (FRA) | Karine Ruby (FRA)         | Lidia Trettel (ITA)     |

## Tableau des médailles
| Rang | Nation     | Or | Argent | Bronze | Total |
| ---- | ---------- | -- | ------ | ------ | ----- |
| 1    | États-Unis | 2  | 1      | 2      | 5     |
| 2    | France     | 1  | 2      | 0      | 3     |
| 3    | Suisse     | 1  | 0      | 1      | 2     |
| 4    | Suède      | 0  | 1      | 0      | 1     |
| 5    | Italie     | 0  | 0      | 1      | 1     |